# Marie Urbanová-Zahradnická
Marie Urbanová-Zahradnická křtěná Maria Josefa (5. září 1868 Praha-Nové Město – 16. července 1945 Praha) byla česká pedagožka, malířka a ilustrátorka.

## Životopis
Některé zdroje uvádějí chybný den narození 4. Rodiče Marie byli Antonín Zahradnický, mistr řeznický v Praze (1834) a Maria Zahradnická-Lindackerová (1842) z Hudlic, svatbu měli 2. 4. 1866. Měla sourozence Josefa Zahradnického (1870) a Antonii Zahradnickou (1873–1876). Vdala se 16. 8. 1898 za Františka Urbana, se kterým měla tři děti: Ivo Urbana (7. 6. 1899), Cyrila Urbana (24. 3. 1901) a Marii Novákovou-Urbanovou (8. 12. 1902).
Studovala v Praze na c. k. uměleckoprůmyslové škole, zároveň se svým budoucím chotěm. Po studiích působila jako odborná učitelka malby a kreslení na městské dívčí průmyslové škole v Praze.
Navrhovala ornamentální výzdobu chrámů v Praze (např. Bazilika svatého Petra a Pavla), Kutné Hoře, Sadské, Poděbradech, Einsiedlu aj. Spolu s manželem získali první cenu za ornamentální návrh při soutěži na vymalování kaple sv. Jana ve svatovítském chrámu. Podle návrhu svého manžela provedla roku 1933 nástěnný obraz Vzkříšení dcery Jairovy v kapli kostela sv. Ludmily v Praze. Ilustrovala pohádky, kreslila titulní listy, přispívala obrázky do časopisů, prováděla diplomy, plakáty, návrhy pro malby na skle, výšivky aj.
Byla členkou Kruhu výtvarných umělců. Za své expozice dostala bronzovou medaili na Národopisné výstavě, zlatou medaili na výstavě Architekt a inženýr 1898 a zlatou medaili na Světové výstavě v Paříži. Bydlela v Praze XII na Chodské 31.

## Dílo

### Ilustrace
- Gottfried Semper a umělecký průmysl – Otakar Hostinský. Praha: s. n.
- Malby chrámu na Vyšehradě – J. K.; ilustrace s Františkem Urbanem. Praha: Jednota umělců výtvarných v Praze, 1904
- Návrhy pro kapli sv. Jana Křtitele v katedrále sv. Víta v Praze – s Františkem Urbanem. Praha: [1908?]
- Tři panenky – každá jiná, Mína – Týna – Karolína – dětem pro radost napsala Ludmila Tesařová. Praha: E. Weinfurter, [1925–1928]
- Biblická dějeprava pro národní školy – Antonín Špále. Praha: A. Neubert, 1930

### Obrazy
- Kvetoucí svlačec – kruh průměr 22 cm, signováno a datováno vpravo dole M. Urbanová-Zahradnická 1910
- Kytice máků – tempera
- Akt na červené dece – olej, lepenka, 50 × 35 cm, signováno, sklo, vyřezávaný původní rám
- Kytice v barokní váze – olej na plátně, 143 × 90 cm, signováno vlevo dole M. Zahradnická 1896, rám
- Kytice růží – akvarel, signatura nenalezena, jen přípis na druhé straně

## Galerie

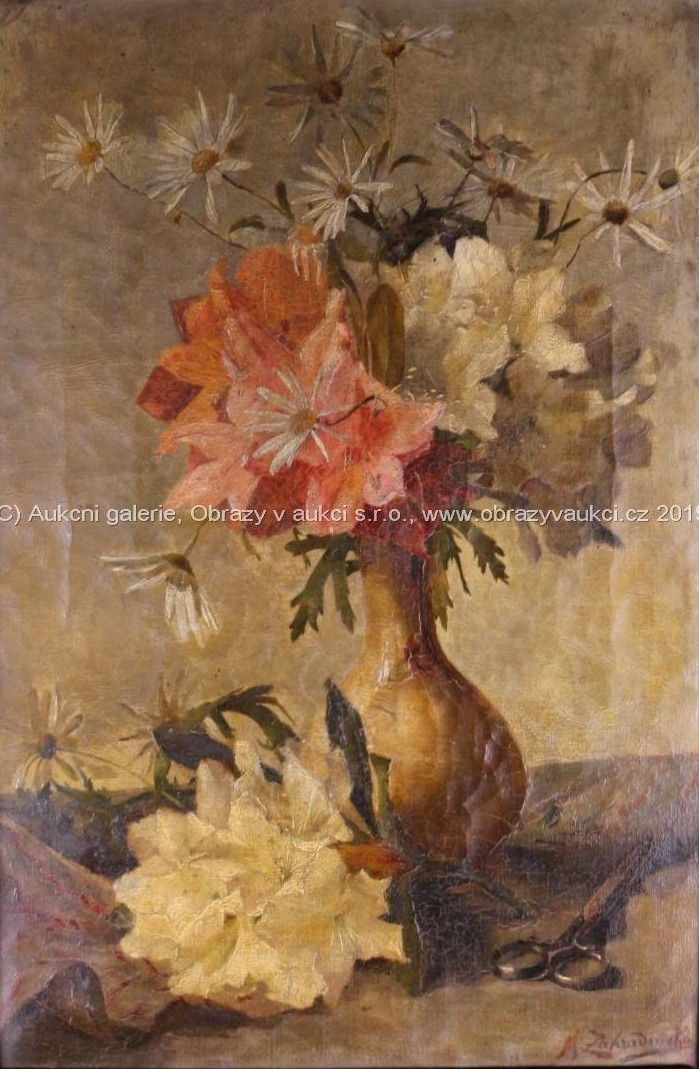
Zátiší s kyticí a nůžkami, (Olej na plátně)
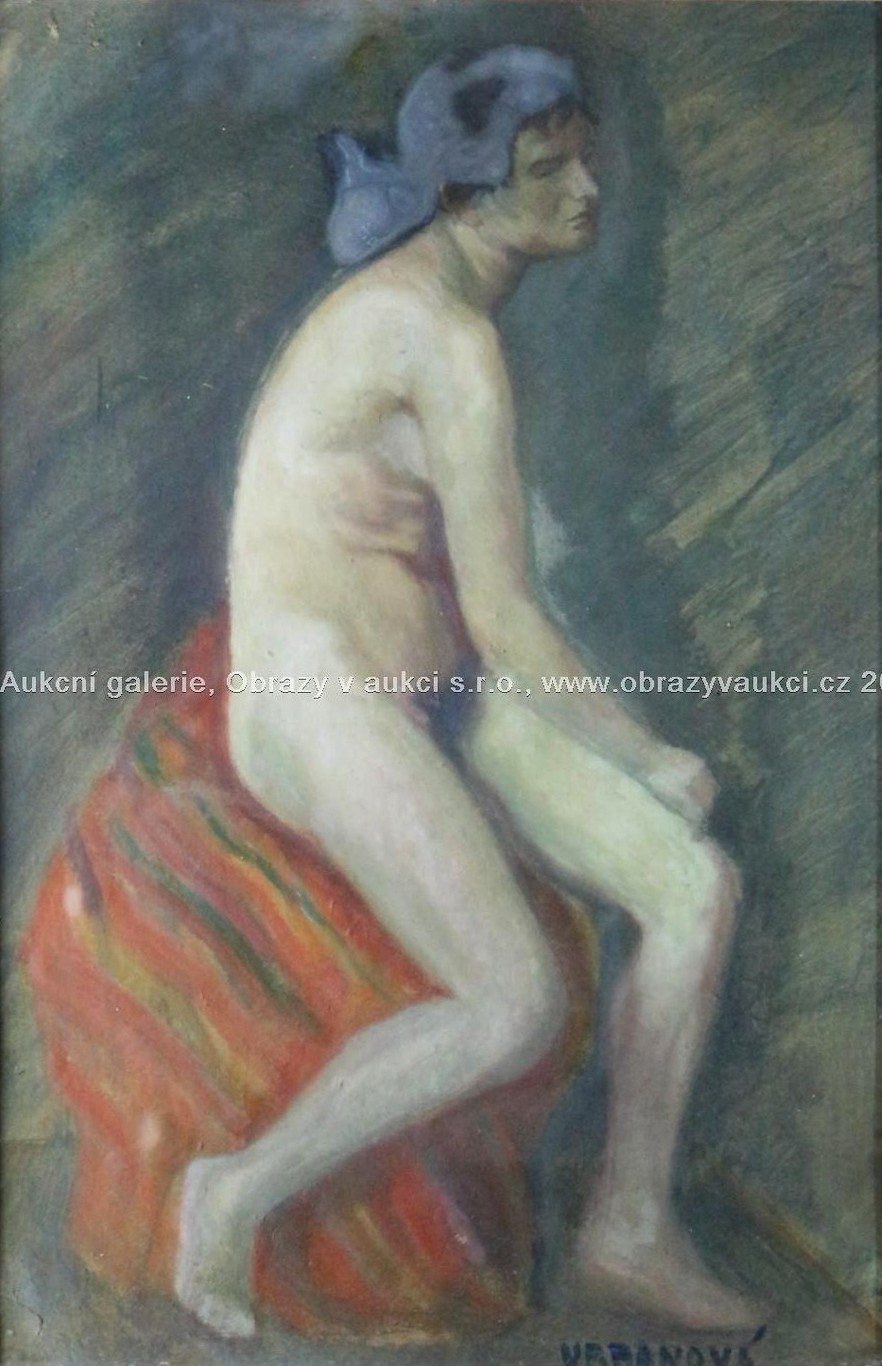
Sedící ženský akt, (Olej na kartonu)
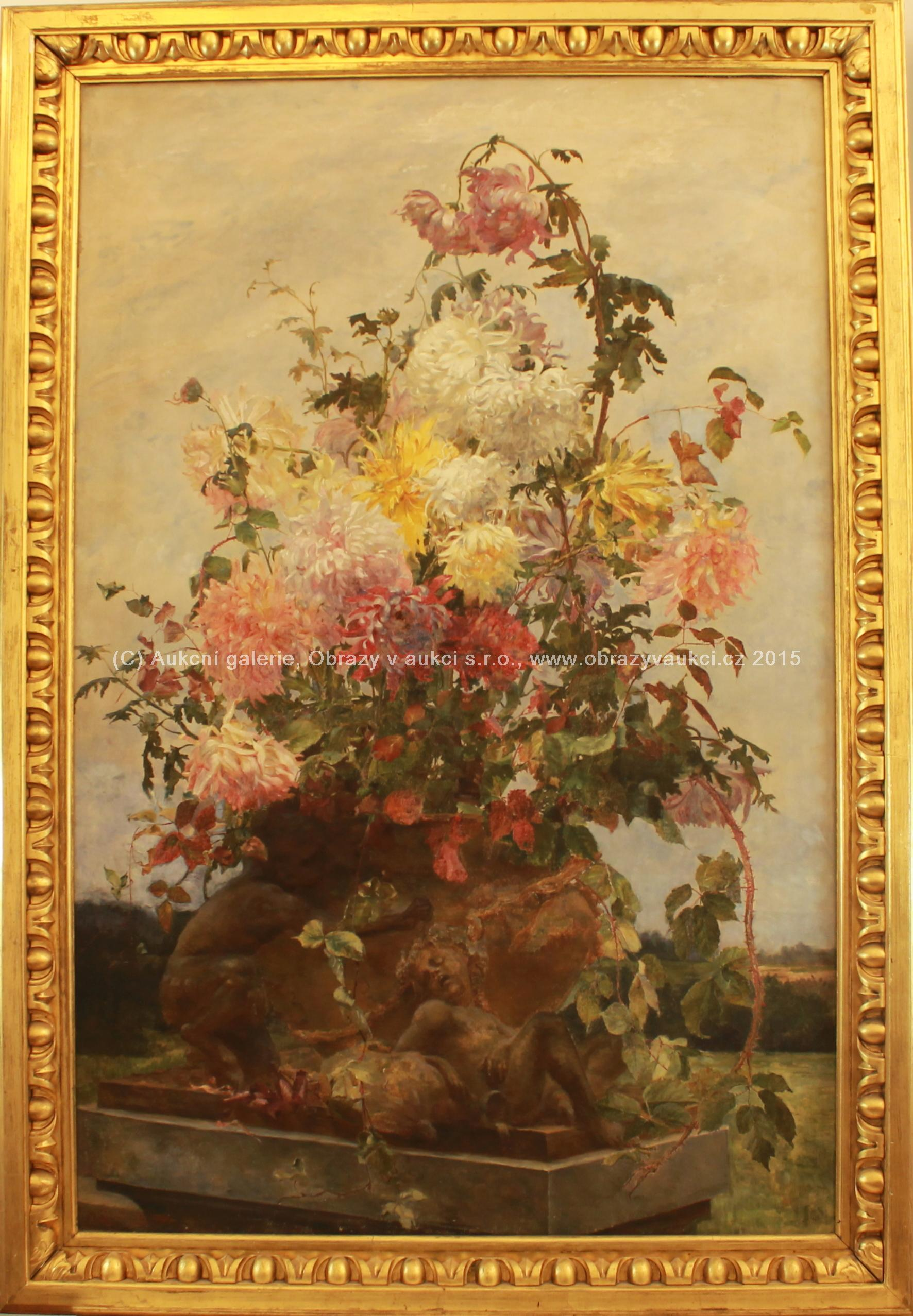
Kytice v barokní váze, (Olej na plátně)
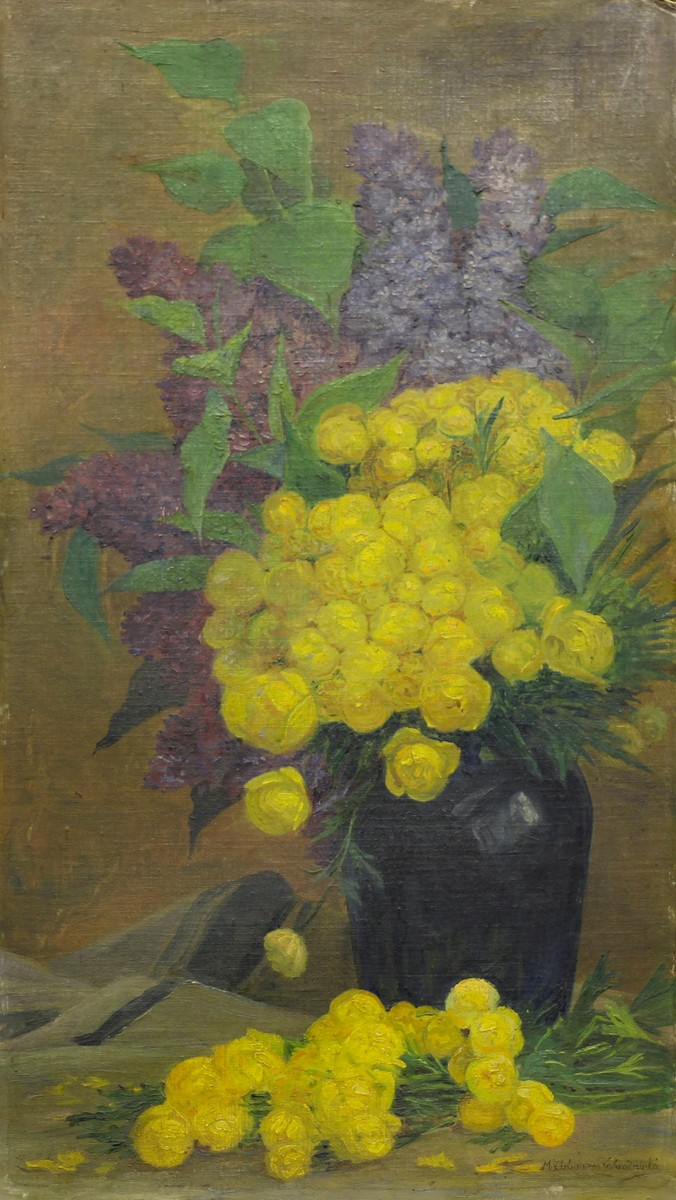
Kytice, (olej na sololitu)
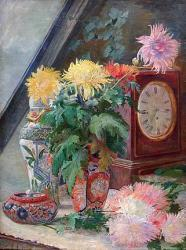
Zátiší s hodinami a popelníkem (olej na plátně), 1910
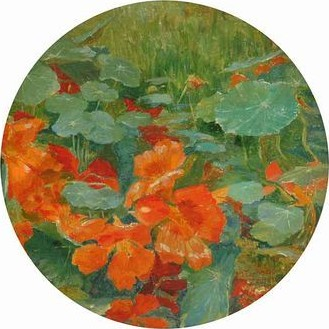
Kvetoucí svlačec (olej na kartonu, kruhu průměr 22 cm) 1910